# Back in Time (Huey Lewis and the News)
Back in Time è un singolo del 1985 di Huey Lewis and the News scritto per la colonna sonora del film Ritorno al futuro. La canzone si può sentire alla fine del film quando Marty McFly si sveglia nel suo letto dopo essere tornato (nella notte precedente) dal 1955. È inoltre suonata durante i titoli finali del film. Al contrario dell'altra canzone, The Power of Love, il testo di Back in Time si riferisce alla storia ed ai personaggi del film. La canzone è stata successivamente utilizzata per il trailer cinematografico di Ritorno al futuro - Parte II.
La si può sentire anche come canzone dei titoli di coda di Back to the Future: The Game, precisamente all'Episodio 5: "Outatime".
Un remix della canzone è anche la sigla della serie animata Ritorno al futuro.